# Complexul de clădiri ale hotelului „Basarabia” (Bălți)
Complexul de clădiri ale hotelului „Basarabia” este un complex de clădiri amplasat pe str. Fiodor Dostoievski, 12 în Bălți, Republica Moldova. Este un monument arhitectural de importanță națională inclus în Registrul monumentelor Republicii Moldova ocrotite de stat cu nr. 25 (municipiul Bălți). Datează din sec. XIX.